# Maksimilijan I. Josip Bavarski
Maksimilijan I. Josip Bavarski (Mannheim, 27. svibnja 1756. – München, 13. listopada 1825.), bavarski izborni knez (kao Maksimilijan IV. Josip) od 1799. do 1805. i bavarski kralj od 1806. do 1825. Bio je član falačke grane bavarske dinastije Wittelsbach. Bio je drugi sin kneza Fridrika Michaela od Palatinate-Zweibrückena.

## Životopis
Služio je u francuskoj regimenti u Alsacu od 1777. do izbijanja Francuske revolucije 1789. godine. Godine 1795. naslijedio je starijeg brata na položaju kneza od Zweibrückena, da bi 1799. smrću Karla Teodora naslijedio vojvodstvo Bavarsku i kneževinu Falačku.
U ratu protiv Austrije 1805. stao je na stranu Francuske te je mirom u Požunu proširio svoj teritorij na štetu Austrije i proglasio se kraljem Bavarske. Godine 1813. pristupio je koaliciji protiv Napoleona. U unutrašnjoj politici proveo je reforme kojima je ukinuo neke samostane, modernizirao školstvo i dao zemlji ustav 1818. godine.

## Privatni život
Ženio se dvaput i imao puno djece. S prvom suprugom Augusteom Wilhelminom Marijom von Hesse-Darmstadt imao je petoro djece:
- Ludvig I. Bavarski (1786. – 1868.)
- Augusta Amalia Ludovika Georgia (1788. – 1851.)
- Amalie Marie Auguste (1790. – 1794.)
- Charlotte Auguste (1792. – 1873.)
- Karl Theodor Maximilian (1795. – 1875.)

S drugom suprugom Karolinom Friederikom Wilhelminom von Baden imao je sedmoro djece:
- Karl Friedrich Ludwig Wilhelm Maximilian Joseph (1800. – 1803.)
- Elizabeta Ludovika (1801. – 1873.)
- Amalie Auguste (1801. – 1877.)
- Sophie Friederike Dorothee Wilhelmine (1805. – 1872.)
- Marie Anne Leopoldine Elisabeth Wilhelmine (1805. – 1877.)
- Marie Ludovika Wilhelmine (1808. – 1892.)
- Maximiliana Josepha Caroline (1810. – 1821.)